# Fair Oaks (Geòrgia)
Fair Oaks és una concentració de població designada pel cens dels Estats Units a l'estat de Geòrgia. Segons el cens del 2000 tenia 8.443 habitants.

## Demografia
Segons el cens del 2000, Fair Oaks tenia 8.443 habitants, 2.952 habitatges, i 1.791 famílies. La densitat de població era de 1.671,7 habitants/km².
Dels 2.952 habitatges en un 33,7% hi vivien nens de menys de 18 anys, en un 35,7% hi vivien parelles casades, en un 15,8% dones solteres, i en un 39,3% no eren unitats familiars. En el 28,4% dels habitatges hi vivien persones soles el 6,5% de les quals corresponia a persones de 65 anys o més que vivien soles. El nombre mitjà de persones vivint en cada habitatge era de 2,8 i el nombre mitjà de persones que vivien en cada família era de 3,32.
Per edats la població es repartia de la següent manera: un 25,7% tenia menys de 18 anys, un 15,6% entre 18 i 24, un 37,6% entre 25 i 44, un 14,6% de 45 a 60 i un 6,5% 65 anys o més.
L'edat mediana era de 28 anys. Per cada 100 dones de 18 o més anys hi havia 128,5 homes.
La renda mediana per habitatge era de 31.766 $ i la renda mediana per família de 34.491 $. Els homes tenien una renda mediana de 22.401 $ mentre que les dones 21.491 $. La renda per capita de la població era de 13.245 $. Entorn de l'11,9% de les famílies i el 15% de la població estaven per davall del llindar de pobresa.

## Poblacions més properes
El següent diagrama mostra les poblacions més properes.